# Tarrant Keyneston
Tarrant Keyneston es un pueblo y una parroquia civil ubicada en el condado inglés de Dorset (Reino Unido). Está situada en el valle de Tarrant, a 8 kilómetros al sureste de Blandford Forum. En el censo de 2011, la parroquia tenía 152 viviendas, 145 hogares y una población de 310 habitantes.
En las colinas al noroeste del pueblo se encuentran las fortificaciones de tierra de Buzbury Rings (o Busbury Rings), los restos de un campamento o asentamiento fortificado de la Edad de Hierro y romano-británico, descrito por Frederick Treves en 1905 como «un círculo de trincheras, compuesto por un robusto vallum y un foso». El recinto exterior cubre una superficie de alrededor de cuatro hectáreas y dentro de este hay un recinto interior, que cubre alrededor de 1,2 ha, que es donde se han encontrado la mayoría de los hallazgos del sitio, incluyendo cerámica romana, huesos de animales y barro impreso por zarzos. El sitio ha sido muy dañado por las labores agrícolas y por la construcción de la carretera entre Wimborne Minster y Blandford Forum, que cruza el yacimiento.
La iglesia parroquial del pueblo tiene una torre del siglo XV, aunque el resto del edificio fue reconstruido en 1852 por el arquitecto Thomas Henry Wyatt. El presbiterio del edificio anterior contenía una celda de anacoreta. Lo más probable es que el obispo de Salisbury, Richard Poore, se encuentre enterrado en Tarrant Keyneston ya que ese fue su último deseo.
Casi toda la parroquia se encuentra dentro del Área de Destacada Belleza Natural de Cranborne Chase y West Wiltshire Downs (AONB).